# Boffzen
Boffzen település Németországban, azon belül Alsó-Szászország tartományban. Lakosainak száma 2591 fő (2023. december 31.). Boffzen Höxter és Fürstenberg községekkel határos.

## Népesség
A település népességének változása:
| Lakosok száma | 2739 | 2737 | 2760 | 2632 | 2663 | 2591 |
|               | 2016 | 2017 | 2019 | 2021 | 2022 | 2023 |